# Mascarita Dorada
Mascarita Dorada (Guadalajara, 19 febbraio 1982) è un wrestler messicano.
È stato sotto contratto con la WWE, dove lottava con il ring name El Torito.

## Carriera

### Asistencia Asesoría y Administración (2000–2007)
Alla fine del 1999 l'originale Mascarita Sagrada lasciò l'Asistencia Asesoría y Administración, costringendo il proprietario dell'AAA Antonio Peña alla ricerca di un lottatore adatto a indossare la maschera e il vestito. Dopo aver visto Speedy Gonzales sul ring Peña lo mise immediatamente sotto contratto e gli diede il nome Mascarita Sagrada 2000, "2000" è stato abbandonato dal suo nome in pochi mesi. La sua prima apparizione in uno show importante risale al 5 marzo 2000, quando ha collaborato con Octagoncito e La Parkita per sconfiggere Mini Abismo Negro, Mini Psicosis e Rocky Marvin a 2000 Rey de Reyes Marvin. Nel 2001 fece la sua prima apparizione a TripleMania IX dove ha collaborato con La Parkita e Octagoncito per sconfiggere Mini Abismo Negro, Rocky Marvin ed Espectrito. Il 6 agosto 2001 Mascarita Sagrada sconfisse Rocky Marvin per il Mexican National Mini-Estrella Championship. L'anno dopo Sagradadifese il titolo contro Psicosis Mini e Mini Abismo Negro nelle uniche due difese del titolo registrati nel suo regno di 909 giorni. Il 13 dicembre 2002 Mascarita Sagrada e Mascara Sagrada sono uniti per sconfiggere Mini Abismo Negro e Abismo Negro per vincere il AAA Mascot Tag Team Championship. La squadra ha tenuto il titolo per quasi due anni, difendendo il titolo contro El Alebrije e Cuije, Monsther e Chucky, Abismo Negro e Mini Abismo Negro così come diverse difese del titolo contro Psicosis II e Mini Psicosis. Il 1 febbraio, 2004 Mascarita Sagrada perse il Mexican Minis title contro Abismo Negro, che termina il suo regno dopo quasi tre anni. Il 20 agosto 2004, il team di El Alebrije e Cuije sconfissero Mascara Sagrada e Mascarita Sagrada per vincere il Mascot Tag Team title in un match che comprendeva anche Monsther e Chucky, e Psicosis e Mini Psicosis. Il 5 novembre 2004 Mascarita Sagrada riconquistò il Mexican Minis title battendo Abismo Negro. Nel corso dei prossimi due anni Mascarita Sagrada e in effetti l'intera divisione minis combatté sempre meno match. Nel 2007 Mascarita Sagrada decise di lasciare la AAA,
trasferedosi dalla rivale Consejo Mundial de Lucha Libre (CMLL) che garantiva più soldi. Quando lasciò la AAA era ancora il Mexican National Mini-Estrella Champion e non è mai stato spogliato del titolo: è considerato inattivo dal momento in cui ha lasciato la AAA.

### Consejo Mundial de Lucha Libre (2007–2011)
Poiché la AAA deteneva i diritti sul nome "Mascarita Sagrada" e perché la CMLL voleva commercializzare lui come una "creazione CMLL" hanno deciso di dargli un nuovo vestito, una maschera e il nome, creare l'abito oro e nero e la maschera di Mascarita Dorada ( "Little Golden Mask"). Mascarita Dorada fece il suo debutto alla fine del 2007, in coppia con Pequeño Olimpico nel suo primo match sconfiggendo Fire e Pequeño Black Warrior. Il 4 gennaio 2008 Mascarita Dorada vinse il 2008 Pequeño Reyes del Aire("Little kings of the air") sconfiggendo Bam Bam, Fantasy, Fire, Mr. Aguilta, Pequeño Damián 666, Pequeño Halloween, Pequeño Black Warrior, Shockercito e Tzuki. La vittoria "li costò" un match per il CMLL World Mini-Estrella Championship  la settimana successiva, ma perse contro il campione Pequeño Damián 666. Il 31 marzo 2008 Mascarita Dorada collaborò con Bam Bam e Tzuki sconfiggendo Fire, Pequeño Damián 666 e Pierrothito.
Nel mese di agosto 2008 Mascarita Dorada prese parte a quattro tour nel Portogallo organizzato dalla Southern California based Pro Wrestling Revolution.Doradasconfisse in tre notti di fila Pierrothito in 3 Single Match e una notte collaborò con El Hijo de Rey Misterio per sconfiggere Pierrothito e American Pride. Il 29 agosto 2008 Dorada, Fantasy e Pequeño Olímpico persero contro Pequeño Damián 666, Pequeño Black Warrior e Pierrothito a CMLL's 2008 Sin Piedad show.
Nel corso del 2009 Mascarita Dorada e Pierrothitosi si affrontarono diverse volte, sia in CMLL che in varie altre promozioni, tra cui PWR, Toryumon e due match nel mese di agosto 2009 nella Chikara con una vittoria ciascuno. I due si affrontarono anche in un 15-man cage match secondo le regole della Lucha de Apuesta, questa volta c'era sia Mini-Estrellas che lottatori locali. Alla fine Mascara Dorada fuggì, ancora una volta. A CMLL's Sin Salida showil 4 dicembre 2009 Mascarita Dorada sconfisse Pequeño Damián 666 in un Lighting Match. 
Mascarita Dorada tornò alla CMLL il 2 aprile 2010.

### Circuito indipendente e ritorno in AAA (2011–2012)
Dopo aver lasciato la CMLL, Mascarita Dorada iniziò a lavorare per El Hijo del Santo sotto il nuovo nome Mascarita Plateada, con il quale vinse il World Wrestling Association's World Minis Championship il 3 novembre 2011. Il 14 novembre, è tornato alla AAA sotto il nome di Mascarita Dorada, attaccando Los Mini Psycho Circus. Il 16 dicembre a Guerra de Titanes, Dorada puntò al AAA World Mini-Estrella Champion Mini Psicosis(da non confondere con l'originale Mini Psicosis) in un six-man tag team match. Il 29 gennaio 2012, Dorada fece un'apparizione per la società Southern California Pro Wrestling Guerrilla (PWG), collaborando con B-Boy, Candice LeRae e Cedric Alexander in un eight-person tag team match, dove sconfissero Demus 03:16, Joey Ryan, Peter Avalon e Ray Rosas. Il 19 maggio, Mascarita Dorada ricevette la sua prima possibilità per conquistare il AAA World Mini-Estrella Championship, ma venne sconfitto da Mini Psicosis, dopo essere stato smascherato e colpito con la manovra illegale Martinete.

### WWE

#### Los Matadores (2013–2015)
Il 3 aprile 2013 è stato riferito che Mascarita Dorada aveva firmato un accordo di sviluppo con la WWE. Fece il suo debutto con il nome di El Torito il 30 settembre 2013, come la mascotte dei Los Matadores. 
Il 26 gennaio 2014 El Torito partecipò alla sua prima Royal Rumble entrando col n.20 eliminando Fandango, ma venne successivamente eliminato da Roman Reigns. Ottenne la vittoria per la sua squadra in un ten man tag match a Main Event a febbraio dopo aver schienato Heath Slater. Poi cominciò una faida con Hornswoggle, il secondo wrestler più basso nella WWE dopo El Torito. Combatterono a Extreme Rules, dove El Torito sconfisse Hornswoggle in WeeLC match. Fecero un altro match al pre-show di Payback in un Mask vs. Hair match, in cui Torito vinse ancora e gli radiò i capelli. In seguito, Fernando si infortunò in uno show della WWE. Nonostante ciò, El Torito e Diego avrebbero cominciato un feud con Bo Dallas. Il 9 settembre a Main Event i Los Matadores affrontarono gli Ascension, ma non portarono a casa la vittoria. A WrestleMania 31, i Los Matadores gareggiarono nel Fatal Four Way tag team match, ma non sono riusciti a vincere i titoli. La sua collaborazione con i Los Matadores si è interrotta il 7 settembre 2015 quando Diego e Fernando sono stati sconfitti dai Dudley Boyz a Raw: El Torito, volendo intervenire nel match, ha causato una 3D di Bubba Ray e D-Von Dudley ai danni di Diego che, a seguito della sconfitta, ha brutalmente attaccato El Torito.
Il 6 maggio 2016 viene escluso dalla WWE.

#### Circuito indipendente (2016–presente)
Attualmente Mascarita Dorada combatte in vari circuiti indipendenti.

## Personaggio

### Mosse finali
- Come El Torito
  - Bullton (Springboard senton)
  - Bullsault (Springboard moonsault)
- Come Mascarita Sagrada / Mascarita Dorada
  - Tilt-a-whirl headscissors armbar

### Musiche d'ingresso
- Olé Olé di Jim Johnston (WWE; 30 settembre 2013–7 settembre 2015; usata come manager dei Los Matadores)

## Titoli e riconoscimenti
Asistencia Asesoría y Administración
- AAA Mascot Tag Team Championship (1) – con Máscara Sagrada
- LLL Mini-Estrellas Championship (1)
- Mexican National Mini-Estrella Championship (2)

Consejo Mundial de Lucha Libre
- CMLL Mini-Estrella of the year: 2009
- Pequeño Reyes del Aire (2008)

World Wrestling Association
- WWA World Minis Championship (1)